# Cedarburg
Cedarburg è un comune degli Stati Uniti d'America, situato in Wisconsin, nella contea di Ozaukee.